# JJ Overton
Jamison Overton (San Andreas, 23 maart 1999) is een Amerikaans basketballer.

## Carrière
Overton speelde van 2017 tot 2019 collegebasketbal voor de Saddleback College Gauchos. De volgende twee seizoenen speelde hij voor Utah Valley Wolverines. Hierna speelde hij zijn laatste seizoen voor de Weber State Wildcats. In 2022 werd hij niet gekozen in de NBA draft. Hij speelde zijn eerste seizoen als profbasketballer bij het Luxemburgse BBC Arantia Larochette. Waarna hij van juni 2023 tot oktober 2023 speelde voor het Japanse Saitama Broncos. Hierna ging hij spelen bij de Finse eersteklasser Salon Vilpas waar hij de rest van het seizoen speelde.
In de zomer van 2024 tekende hij bij de Leuven Bears. Hij verliet de Bears midden december 2024. In februari 2025 tekende hij bij het Duitse Tigers Tübingen. Overton raakte begin maart 2025 geblesseerd aan zijn enkelgewricht, wat meteen het einde van zijn seizoen betekende. Twaalf dagen na de blessure werd hij geopereerd. In juni 2025 keerde hij terug naar de Belgische competitie en tekende bij Brussels Basketball.